# Medalha das Duas Cruzes
A Medalha das Duas Cruzes é uma medalha sacramental cristã contendo símbolos e frases relacionadas a Santo Antão e São Bento de Núrsia. É usada por cristãos católicos romanos, tem sido muito usada pelos católicos brasileiros, pois é indicada para livrar do mal e conseguir forças nas provações.

## Origem e descrição
A Medalha foi criada por Márcio Mendes da Comunidade Canção Nova tendo como inspiração a vida de Santo Antão, O Grande, e São Bento de Núrsia, o fundador o monasticismo beneditino. A ideia do formato foi remeter a 2000 anos atrás. É chamada de Medalha das Duas Cruzes, pois há uma cruz em cada um de suas faces.
Em uma de suas faces há orações da Medalha de São Bento: “Crux Sacra Sit Mihi Lux; Non Draco Sit Mihi Dux.” que significa "A Cruz Sagrada Seja a minha Luz". Sobre a cruz é escrito "C S P B" que significa "Crux Sancti Patris Benedicti" que traduzido seria "Cruz do Santo Padre Bento". Circulando a medalha do lado direito há a inscrição "V R S N S M V" que significa "Vade retro Satana; nunquam suade mihi vana" que traduzido seria "Retira-te, Satanás; nunca me aconselhes coisas vãs". Do lado esquerdo há "S M Q L I V B"  que significa "Sunt mala quae libas; ipse venena bibas" que traduzido seria "É mau o que tu me ofereces; Bebe tu mesmo teus venenos".
Na outra face há a citação do livro do Salmo 90,14 “Pois que se uniu a mim, eu o livrarei; e o protegerei, pois conhece o meu nome.”, isso porque Santo Antão usava este salmo como sua oração. Antão teve vários episódios de ataques espirituais tão fortes que sentia dores físicas. Os relatos é de que Antão não conseguia rezar, pois os ataques espirituais o impediam, deste modo ele escreveu em uma medalha o salmo, e sempre que os ataques vinham ele colocava a medalha no peito, para que Deus entendesse o que ele tentava dizer.